# Lijn 4 (metro van Milaan)
Lijn 4 is een metrolijn in de Italiaanse stad Milaan die de internationale luchthaven Milaan Linate in het oosten zal verbinden met San Cristoforo in het westen. De eerste drie stations zouden op 31 mei 2021 worden geopend waarna tot 2023 stapsgewijs andere stations zouden volgen. Twee stations onderweg zullen pas na 2023 worden ingevoegd. De opening werd echter op 31 mei 2021 onder het kopje Covid-19 voor onbepaalde tijd uitgesteld.

## Geschiedenis
In het metroplan van 1952 was lijn 4 opgenomen als oost-west verbinding onder de binnenstad. Destijds waren aan de oostkant van de stad twee takken voorzien, de noordelijke zou naar Linate lopen, de zuidelijke naar San Donato. Ten westen van Garibaldi FS zou de lijn onder de westelijke woonwijken via Domodossola FN naar Certosa lopen. De tak naar San Donato is in de jaren 80 van de twintigste eeuw gebouwd als zuidelijk deel van lijn 3 en het deel door de binnenstad is gedekt door de Passante Ferroviario die in 2004 operationeel werd. Het gewijzigde ontwerp van lijn 4 uit 2005 omvat de tak naar Linate en het zuidelijke deel van lijn 3 uit het ontwerp van 1952 dat was gescharpt ten gunste van de verbinding naar San Donato. De beide delen zijn verbonden met een tracé langs de zuidrand van de binnenstad zodat bij  Sant'Ambrogio op lijn 2, bij Sforza-Policlinico op lijn 3 en bij San Babila op lijn 1 kan worden overgstapt. Het deel onder de westelijke woonwijken uit het ontwerp van 1952 is tussen Garibaldi FS en Domodossola FN als onderdeel van lijn 5 gebouwd. Het deel ten noordwesten van Domodossola FN staat, zij het met een gewijzigd tracé, als noordwestelijk deel van lijn 6 in de plannen.

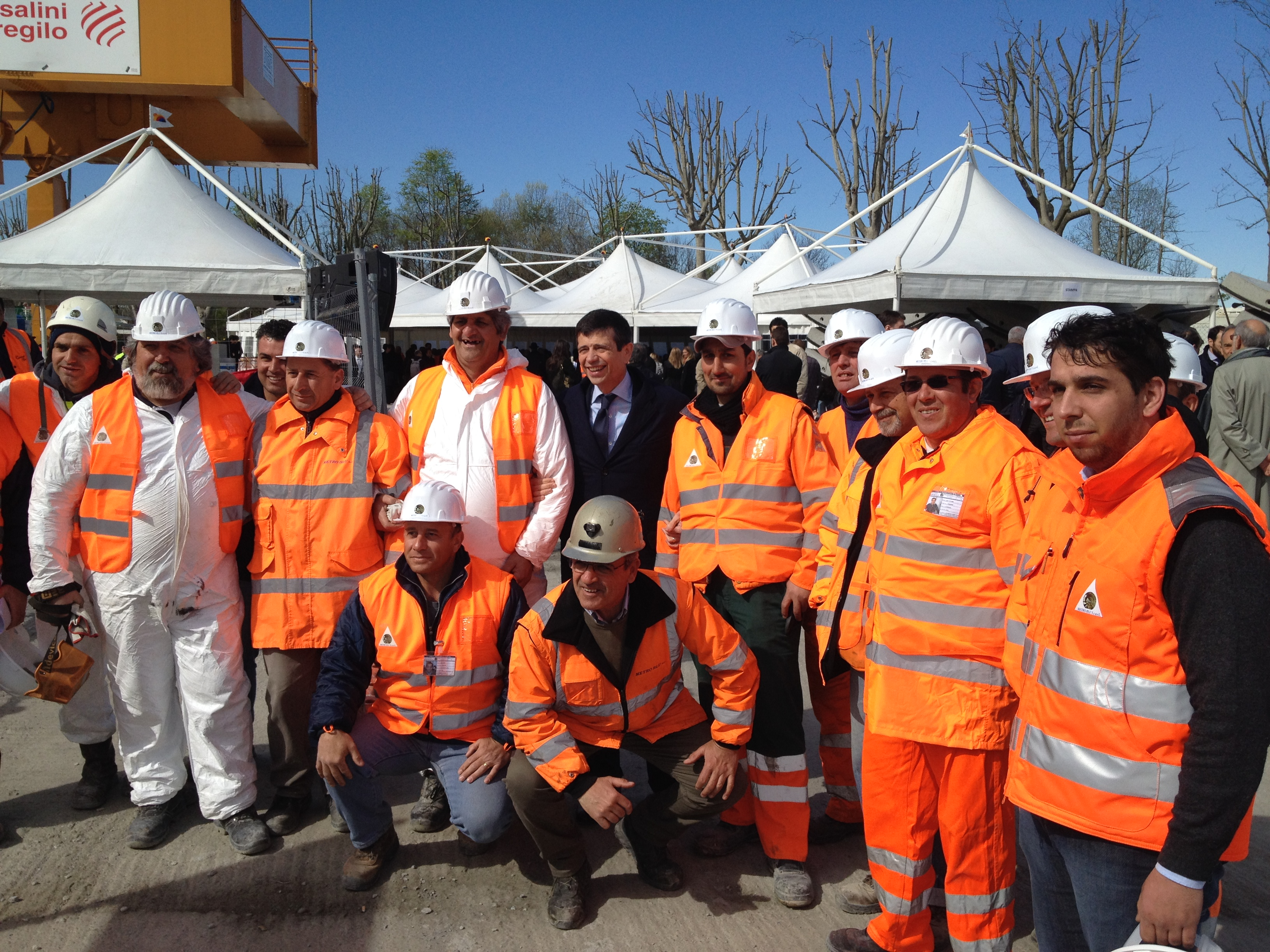
De tunnelbouwers op 24 maart 2014
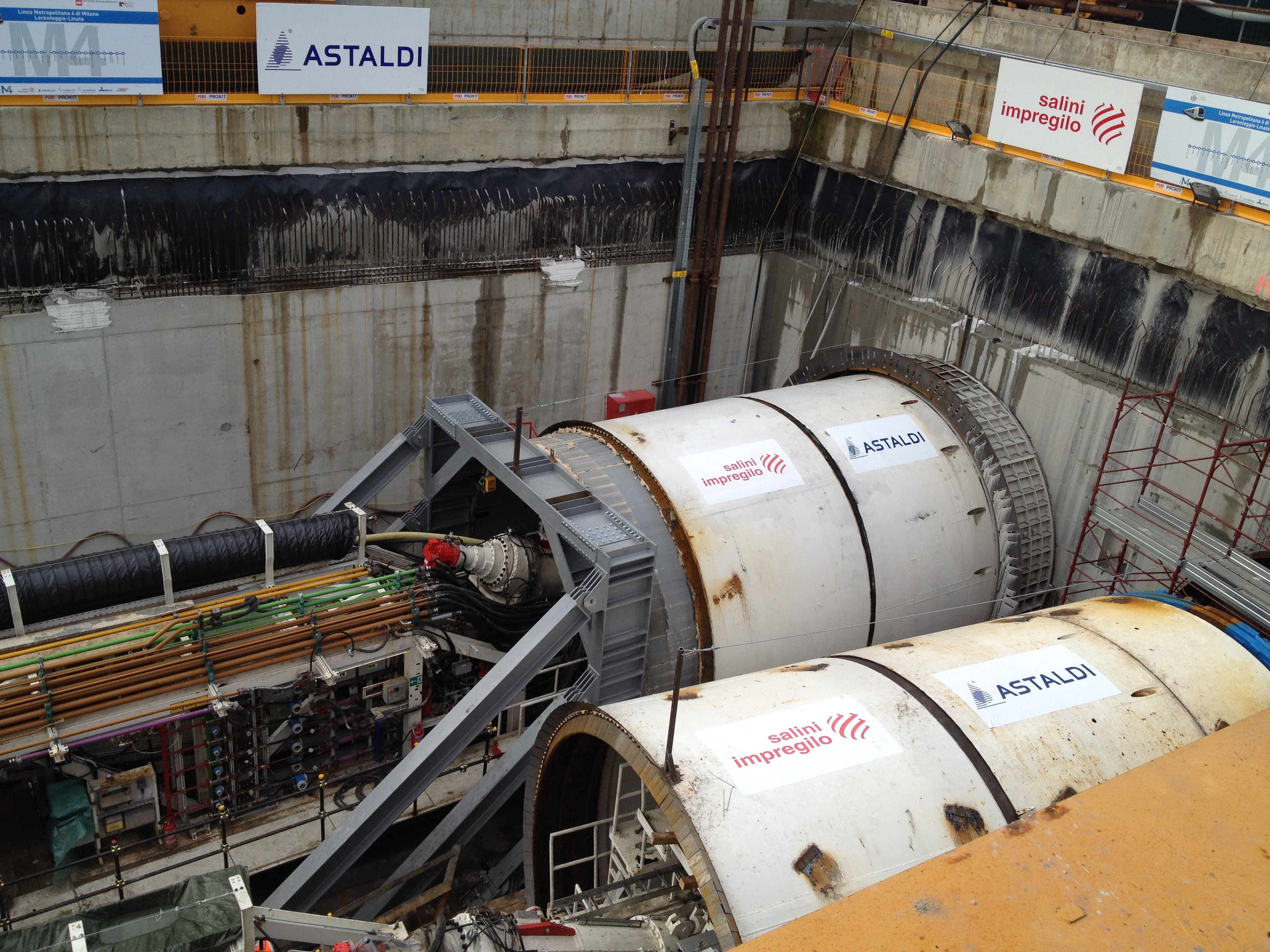
De tunnelboormachines op 24 maart 2014 klaar voor de start bij Linate
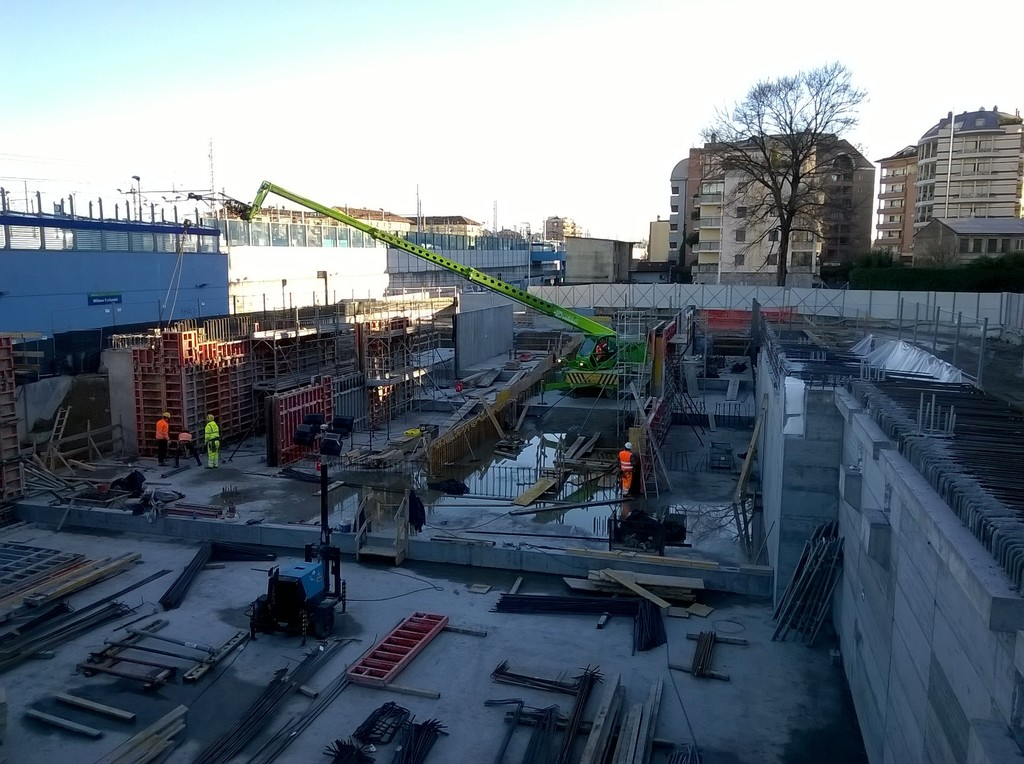
De bouwput bij Forlanni in 2016

## Aanleg
In 2008 werd gestart met archeologisch onderzoek rond San Babilia en de Largo Augusto. De bekostiging van de lijn kwam pas rond op 19 november 2010 waarbij werd uitgegaan van een opening voor de Expo 2015. Op 6 maart 2012 werden de ambities teruggeschroefd en was het nieuwe doel om de verbinding Linate – Stazione Forlanini voor de wereldtentoonstelling te voltooien zodat luchtreizigers bij Forlanini zouden kunnen overstappen op de Passante Ferroviario en daarmee verder reizen naar het expo-terrein bij Rho. Op 7 maart 2012 mochten de aannemers aan de slag wat op 28 mei ook echt gebeurde met de sloop van een parkeergarage. 
Op 23 april 2012 stelde de gemeente € 50 miljoen extra beschikbaar om op tijd klaar te zijn voor de Expo. Op 19 juli 2012 begon de bouw van het station op de luchthaven maar de bouw van de tunnel zelf ging pas op 24 maart 2014 van start. Op 28 december 2014 concludeerde de gemeenteraad dat de lijn niet voor de Expo gereed zou zijn. Ze besloten tot het instellen van een vervangende busdienst en een deel van de fondsen werd gebruikt om de westelijke stations van lijn 5 wel op tijd voor de Expo te voltooiien, op 2 juni 2018 werden de openingsdata aangepast. 
Net als de eerder gebouwde lijn 5 wordt gebruik gemaakt van onbemande metrostellen van Ansaldo. Het eerste metrostel werd op 20 juli 2019 geleverd en in aanwezigheid van burgemeester Giuseppe Sala neergelaten in station Linate. Sindsdien is er een proefbedrijf tussen Linate en Forlanini. Op 29 juli 2021 werd bekend gemaakt dat de eerste stations van de lijn in december 2022 geopend zullen worden omdat door de terugloop van (lucht)reizigers als gevolg van de coronapandemie een rendabele exploitatie op korte termijn niet mogelijk wss. Uiteindelijk werd het eerste deel van de lijn geopend op 26 november 2022. In het openingsweekeinde konden de reizigers gratis gebruikmaken van het deel tussen Dateo en de luchthaven. Op 4 juli 2023 kwam de verbinding met de rest van het metronet tot stand door de opening van het deeltraject tussen Dateo en de perrons bij San Babila. 

### Chronologie
| Baanvak                                             | Status     | (Geplande) opening | Lengte | Aantal stations | Voortgang |
| --------------------------------------------------- | ---------- | ------------------ | ------ | --------------- | --------- |
| Linate Aeroporto - Stazione Forlanini               | in bedrijf | 26 november 2022   | 3,9 km | 3               | 3 van 21  |
| Stazione Forlanini - Dateo                          | in bedrijf | 26 november 2022   | 1,8 km | 3               | 6 van 21  |
| Dateo - San Babila                                  | in bedrijf | 4 juli 2023        | 1,6 km | 2               | 8 van 21  |
| San Babila - San Cristoforo FS (niet alle stations) | in bedrijf | 12 oktober 2024    | 7,7 km | 9               | 19 van 21 |
| Sforza-Policlinico (invoeging)                      | in bedrijf | 12 oktober 2024    |        | 1               | 20 van 21 |
| Sant'Ambrogio (invoeging)                           | in bedrijf | 12 oktober 2024    |        | 1               | 21 van 21 |

Voor de langere termijn wordt gedacht aan het doortrekken van de lijn naar het station van Segrate, ten noordoosten van de luchthaven en naar Buccinasco ten zuiden van San Cristoforo.

## Stations
| Station            | Overstappunt | Foto * | Type                         | Geopend          | Ligging                       | Opmerkingen                   |
| ------------------ | ------------ | ------ | ---------------------------- | ---------------- | ----------------------------- | ----------------------------- |
| San Cristoforo FS  |              | 400 !  | kuip                         | 12 oktober 2024  | 45° 26′ 34″ NB, 9° 07′ 48″ OL |                               |
| Segneri            |              | 410 !  | kuip                         | 12 oktober 2024  | 45° 26′ 47″ NB, 9° 07′ 50″ OL |                               |
| Tolstoj            |              | 440 !  | kuip                         | 12 oktober 2024  | 45° 27′ 14″ NB, 9° 08′ 55″ OL |                               |
| Bolivar            |              | 450 !  | kuip                         | 12 oktober 2024  | 45° 27′ 21″ NB, 9° 09′ 17″ OL |                               |
| California         |              | 460 !  | kuip                         | 12 oktober 2024  | 45° 27′ 28″ NB, 9° 09′ 37″ OL |                               |
| Coni Zugna         |              | 470 !  | kuip                         | 12 oktober 2024  | 45° 27′ 33″ NB, 9° 09′ 52″ OL |                               |
| Sant'Ambrogio      |              | 1010 ! | ondiep gelegen zuilenstation | 30 oktober 1983  | 45° 27′ 42″ NB, 9° 10′ 24″ OL | Lijn 4 vanaf 2024             |
| De Amicis          |              | 1170 ! | kuip                         | 12 oktober 2024  | 45° 27′ 32″ NB, 9° 10′ 40″ OL |                               |
| Vetra              |              | 1180 ! | kuip                         | oktober 2024     | 45° 27′ 26″ NB, 9° 10′ 57″ OL |                               |
| Santa Sofia        |              | 1190 ! | kuip                         | 12 oktober 2024  | 45° 27′ 23″ NB, 9° 11′ 18″ OL |                               |
| Sforza-Policlinico |              | 1200 ! | kuip                         | 12 oktober 2024  | 45° 27′ 33″ NB, 9° 11′ 41″ OL | overstappen op M3 via Missori |
| San Babila         |              | 1390 ! | ondiep gelegen zuilenstation | 1 november 1964  | 45° 28′ 0″ NB, 9° 11′ 51″ OL  |                               |
| Tricolore          |              | 2220 ! | kuip                         | 4 juli 2023      | 45° 28′ 4″ NB, 9° 12′ 23″ OL  |                               |
| Dateo              |              | 2230 ! | kuip                         | 26 november 2022 | 45° 28′ 5″ NB, 9° 13′ 2″ OL   |                               |
| Susa               |              | 2240 ! | kuip                         | 26 november 2022 | 45° 28′ 6″ NB, 9° 13′ 26″ OL  |                               |
| Argonne            |              | 2250 ! | kuip                         | 26 november 2022 | 45° 28′ 5″ NB, 9° 13′ 57″ OL  |                               |
| Stazione Forlanini |              | 2260 ! | kuip                         | 26 november 2022 | 45° 27′ 54″ NB, 9° 14′ 10″ OL |                               |
| Repetti            |              | 2280 ! | kuip                         | 26 november 2022 | 45° 27′ 43″ NB, 9° 14′ 28″ OL |                               |
| Linate Aeroporto   |              | 2290 ! | kuip                         | 26 november 2022 | 45° 27′ 43″ NB, 9° 16′ 43″ OL |                               |

* De sorteerwaarde van de foto is de ligging langs de lijn

## Techniek
De lijn is net als de eerder gebouwde lijn 5 ontworpen voor de inzet van automatische metro's. De hele lijn wordt aangestuurd door de verkeersleiding bij San Cristoforo. De perrons zijn, net als bij lijn 5, 50 meter lang in plaats van de 110 meter bij de eerste drie lijnen. Door de frequentie van een trein per 90 seconden kunnen 24-28 duizend reizigers per uur vervoerd worden. De stations zijn onderling verbonden met twee enkelsporige tunnels van 3 meter doorsnee. De perrons worden ook in die tunnels gebouwd waarbij een perronscherm met perrondeuren de scheiding tussen tunnel en perron vormt. De 47 MAAB metrostellen met elk vier bakken zijn ondergebracht in een bovengronds depot aan de Via Morandio vlak ten zuiden van de spoorlijn bij San Cristoforo. 